# Senecio dilungensis
Senecio dilungensis là một loài thực vật có hoa trong họ Cúc. Loài này được Lisowski miêu tả khoa học đầu tiên năm 1991.